# Terence Davies (Regisseur)
Terence Davies (* 10. November 1945 in Liverpool; † 7. Oktober 2023 in Mistley, Essex) war ein britischer Filmregisseur, Drehbuchautor und Schauspieler. Obwohl sein teilweise autobiografisches Werk seit den 1970er-Jahren nur rund ein Dutzend Filme umfasst, galt er vielen Kritikern als einer der größten britischen Filmemacher seiner Zeit.

## Leben
Terence Davies wurde 1945 als jüngstes von zehn Kindern in eine katholische Arbeiterfamilie in Liverpool geboren. Er verließ die Schule mit 16 Jahren und arbeitete zunächst ein Jahrzehnt als ungelernter Büroangestellter, ehe er eine Ausbildung an der Schauspielschule in Coventry begann. Hier schrieb er ein kurzes Drehbuch und überzeugte das BFI Production Board, ihm Fördergelder für die Verfilmung des Drehbuchs zu geben: Sein erster Kurzfilm Children (1976) setzte seiner tragischen Kindheit, die durch seinen tyrannischen Vater und dessen frühen Tod geprägt war, ein filmisches Denkmal. Autobiografische Themen waren auch dominierend in den beiden weiteren Kurzfilmen Madonna and Child (1980) und Death and Transfiguration (1983), die gemeinsam mit seinem Debütfilm 1984 als eine Trilogie (die sogenannte „Terence Davies Triology“) zusammengefasst wurden.
Unterdessen schloss Davies seine Regieausbildung an der National Film School ab. Regieunterricht nahm er bei Alexander Mackendrick, dessen Ealing-Studios-Komödien zu seinen Lieblingsfilmen zählten. 1988 erschien sein erster Spielfilm Entfernte Stimmen – Stilleben in den Kinos, mit dem er erneut ein Familienporträt unter Berücksichtigung autobiografischer Erlebnisse schuf. Der Film erhielt mehrere Auszeichnungen, darunter einen von drei vergebenen FIPRESCI-Preisen bei den Internationalen Filmfestspielen von Cannes 1988. 1992 lieferte Davies mit Am Ende eines langen Tages eine Art Fortsetzung seines Spielfilmdebüts, die das Erwachsenwerden eines ihm nachempfundenen Jugendlichen beschreibt und ebenfalls in Cannes gezeigt wurde. Nach diesem Film erklärte Davies die Behandlung autobiografischer Themen bei seinen Filmen für beendet.
Anschließend widmete sich Davies vor allem Romanverfilmungen: auf den weniger erfolgreichen Die Neonbibel (1995) folgte Haus Bellomont (2000) nach dem Roman von Edith Wharton Das Haus der Freude. Dieser Film brachte ihm einige Auszeichnungen und Nominierungen ein, sowohl für Regie als auch für das Drehbuch. Trotz des Erfolges von Haus Bellomont fand Davies im folgenden Jahrzehnt kaum Finanzierungsmöglichkeiten für seine weiteren Projekte. 2008 hatte er ein Comeback mit dem Dokumentarfilm Of Time and City, der seine Heimatstadt Liverpool im Zeitraum der Mitte des 20. Jahrhunderts im Stile einer Collage zeigte und an seine frühen autobiografischen Filme anknüpft. 
2011 kam das auf einem Theaterstück von Terence Rattigan basierende Melodram The Deep Blue Sea mit Rachel Weisz und Tom Hiddleston in die Kinos, das die Affäre einer verheirateten Frau in den 1950er-Jahren schildert. Sein nächster Kinofilm, die in Schottland spielende historische Romanverfilmung, Sunset Song kam 2015 zu guten Kritiken in die Kinos. 2016 verfilmte Davies das Leben der Dichterin Emily Dickinson als A Quiet Passion mit Cynthia Nixon in der Titelrolle, 2021 folgte mit Benediction über Siegfried Sassoon eine weitere Filmbiografie über einen Dichter. Eine seit 2019 geplante Verfilmung von Stefan Zweigs Romanfragment Rausch der Verwandlung konnte der Regisseur nicht mehr verwirklichen. Er starb im Oktober 2023 nach kurzer Krankheit im Alter von 77 Jahren in seinem Zuhause, einem Cottage in dem Dorf Mistley in Essex.

## Themen und Stil
Berühmt wurde Terence Davies vor allem durch seine autobiografischen Filme: In diesen setzte er sich mit seiner Jugend auseinander, speziell seinem psychopathischen Vater und dessen häuslicher Gewalt, dem strengen Katholizismus seiner Familie sowie seiner Homosexualität, die bei ihm Scham- und Angstgefühle auslöste. Die schwierige Jugend in Liverpool prägte sein Leben – Davies wurde Atheist, fühlte sich in seiner Sexualität aber nie wohl und lebte den Großteil seines Lebens zölibatär. Gleichwohl sind seine Filme aber keine einfachen „Abrechnungen“ mit den konservativen Lebensverhältnissen seiner Jugend, denn seine Filme beschwören gleichzeitig Bilder einer Zeit von „größeren Melodien, weniger Lärm und besserer Diktion“ sowie ein aktives Gemeinschaftsleben der damaligen Arbeiterklasse herauf. Gerade diese Ambiguität der Darstellung des Großbritanniens der 1950er-Jahre machte seine Filme diskussionswürdig.
Zugleich sind Davies’ autobiografische Filme auch Reflexionen über Zeit und die menschliche Erinnerung im Allgemeinen. Diese Filme sind nicht streng chronologisch erzählt, oft reiht sich beispielsweise eine Szene nach einer Assoziation aus einer vorherigen Szene an diese. Davies arbeitete dabei viel mit Musik und Toneinspielungen Geräuschen, so kommen Volkslieder, klassische Kompositionen, Jazzmusik, Musicalsongs sowie Tonausschnitte aus klassischen Filmen in seinen autobiografischen Filmen ständig vor – dadurch wirken die Filme des Lyrikliebhabers Davies beinahe wie Ton- und Bildgedichte. Die (pop-)kulturellen Einspielungen kommentieren dabei oft unterschwellig die Filmhandlung.
Nach The Long Day Closes wandte sich Terence Davies (mit der Ausnahme von Of Time and City) von den autobiografischen Filmstoffen ab. Er folgten Literaturverfilmungen und er verfilmte Werke von John Kennedy Toole (The Neon Bible), Edith Wharton (The House of Mirth), Terence Rattigan (The Deep Blue Sea) und Lewis Grassic Gibbon (Sunset Song). Oft standen in seinen Filmen seit The Neon Bible starke Frauenfiguren im Vordergrund, die sich gegen die einengenden Konventionen ihrer Zeit stellen. Seine letzten Filme über die Dichter Emily Dickinson und Siegfried Sassoon stellten Außenseiterleben dar, mit denen er sich identifizieren konnte.
Der Filmprofessor Robert Shail nannte Davies in seinem Werk British Film Directors: A Critical Guide einen der „talentiertesten britischen Regisseure der letzten 30 Jahre“ und schrieb:

„Sein Ansatz des Filmemachens ist das cineastische Äquivalent zum Magischen Realismus der Literatur, in dem eine lebhafte Wiedererschaffung der alltäglichen Welt mit Träumen und Erinnerungen angereichert wird, um eine Form des Hyperrealismus zu produzieren, die sowohl die Außenwelt als auch die Innenwelt des Filmemachers reflektiert.“

## Filmografie
Bei allen Filmen als Regisseur und Drehbuchautor:
- 1984: Trilogie eines Lebens (The Terence Davies Trilogy); Zusammenstellung der Kurzfilme:
  - 1976: Children
  - 1980: Madonna and Child
  - 1983: Death and Transfiguration
- 1988: Entfernte Stimmen – Stilleben (Distant Voices, Still Lives)
- 1992: Am Ende eines langen Tages (The Long Day Closes)
- 1995: Die Neonbibel (The Neon Bible)
- 2000: Haus Bellomont (The House of Mirth)
- 2008: Of Time and the City (Dokumentarfilm)
- 2011: The Deep Blue Sea
- 2015: Sunset Song
- 2016: A Quiet Passion – Das Leben der Emily Dickinson (A Quiet Passion)
- 2021: But Why? (Kurzfilm)
- 2021: Benediction
- 2023: Passing Time (Kurzfilm)[21]

## Auszeichnungen
Dublin International Film Festival
- 2022: Auszeichnung für das Beste Drehbuch (Benediction)[22]

British Independent Film Award
- 2021: Nominierung für das Beste Drehbuch (Benediction)